# 레이 앤서니

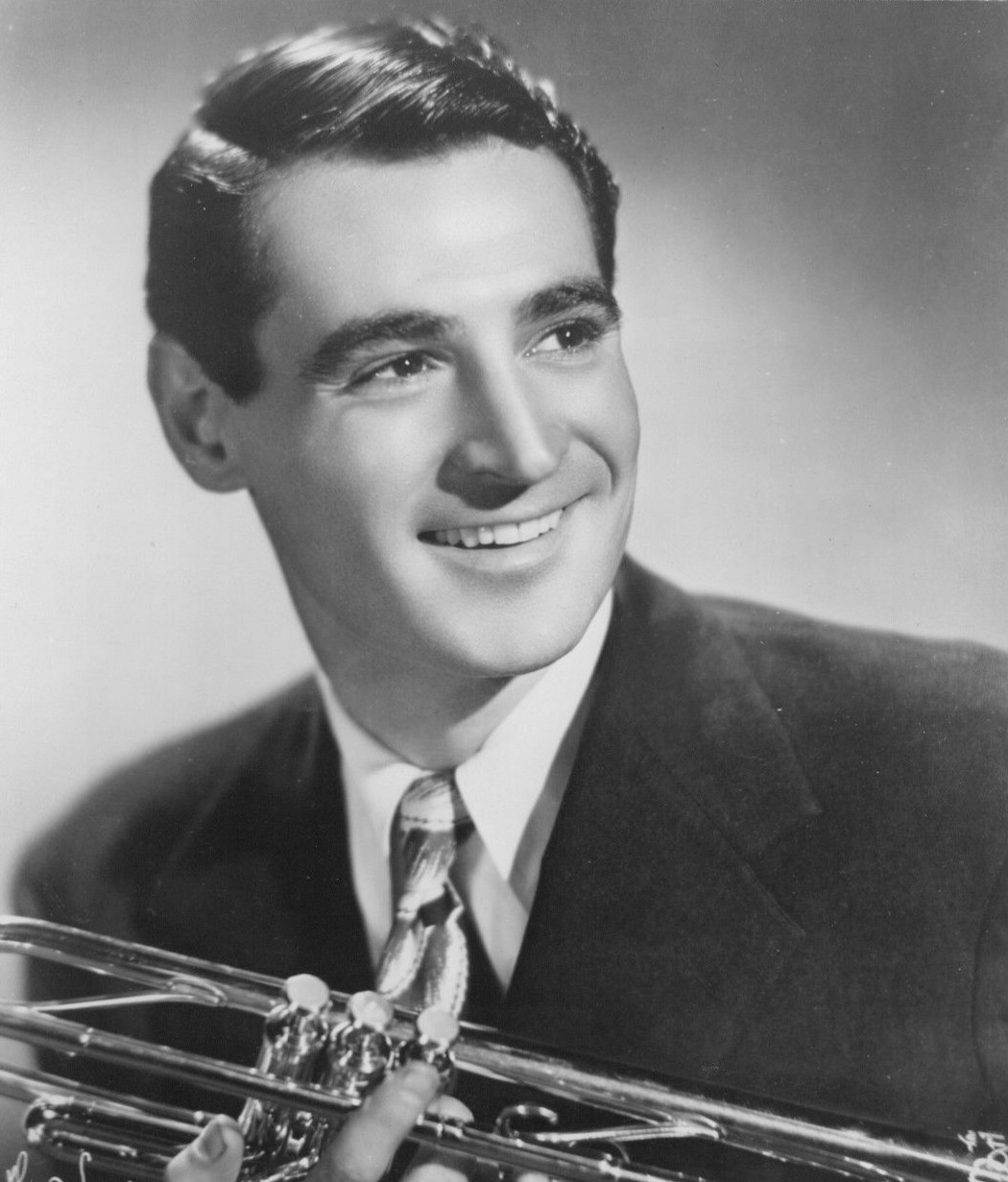
1950년

레이 앤서니(Ray Anthony, Raymond Antonini, 1922년 1월 20일 ~ )는 미국의 밴드리더, 트럼펫 연주자, 송라이터, 배우이다. 글렌 밀러 오케스트라의 마지막 생존 멤버이다.
펜실베이니아에서 태어났다. 고등학교 시절 밴드에서 트럼펫을 불었으며, 1938년에 프로가 되었다. 1940년에 글렌 밀러, 지미 도시 악단을 거쳐, 1942년에는 해군 입대, 해군 밴드를 조직하여 태평양 일대에서 활약하였다. 1946년에 제대, 자기 악단을 만들었으며, 그의 해리 제임스풍 플레이와 신선한 감각에 넘친 어레인지는 댄스 밴드로서 높은 인기를 확보하였다. 이후 취입이나 자기 쇼에 활약하였다. 출연 영화로는 <키다리 아저씨> 등이 있다.